# Mussidan
Mussidan (en occitan Moissida) là một xã của Pháp, nằm ở tỉnh Dordogne trong vùng Aquitaine của Pháp.

## Thông tin nhân khẩu
| Năm    | 1811 | 1868 | 1911 | 1954 | 1962 | 1968 | 1975 | 1982 | 1990 | 1999 | 2005 |
| ------ | ---- | ---- | ---- | ---- | ---- | ---- | ---- | ---- | ---- | ---- | ---- |
| Dân số | 1411 | 2127 | 2416 | 3006 | 3024 | 3048 | 3235 | 3236 | 2985 | 2845 | 2831 |